# Феличкин, Михаил Дмитриевич
Михаи́л Дми́триевич Феличкин (24 июля 1871, Одесса, Херсонская губерния, Российская империя — 1943 год, Париж) — русский военный и государственный деятель, участник Русско-японской и Первой мировой войн, полковник (1917 год).

## Биография

### Образование
Михаил Дмитриевич Феличкин родился 24 июля 1871 года в Одессе, где окончил 6 классов Одесской 2-й классической гимназии. После этого был зачислен вольноопределяющимся в Житомирский 56-й пехотный полк.
В 1893 году окончил Одесское пехотное училище и был направлен в чине подпоручика в Ленкоранско-Нашебургский 163-й пехотный полк.

### Служба в Русской армии
19 февраля 1893 года — подпоручик Ленкорано-Нашебургского 163-го пехотного полка.
1894 год — 14-й стрелковый генерал-фельдмаршала Гурко полк
1898 год — офицер Гражданского управления Квантунского полуострова
1900 год — комендант железнодорожной станции Тяньцзинь, позднее — комендант пристани Порт-Артур.
1902 год — офицер 14-го стрелкового генерал-фельдмаршала Гурко полка
1903 год — командир роты 13-го стрелкового полка
1907 год — Заведующий судной частью штаба Одесского Военного округа
1911 год — екатеринославский полицмейстер.
1915 год — исполняющий должность читинского полицмейстера, с 6 ноября 1915 года — рижский полицмейстер, позднее — начальник 7-го отдела штаба 12-й армии (разведка и контрразведка).

### Жизнь в эмиграции
После Февральской революции вышел в отставку. После Октябрьской революции эмигрировал с семьёй. Жил во Франции. Трагически погиб в застенках Гестапо.

### Воинские звания
- 1893 год — подпоручик
- 1897 год — поручик
- 1901 год — штабс-капитан
- 1905 год — капитан
- 1910 год — подполковник
- 1915 год — полковник

## Семья
- Сын Борис, крестник капитана крейсера «Варяг» В. Ф. Руднев.
- Сын Юрий (1904—1992), советский украинский филолог, педагог, участник французского Сопротивления в годы Второй мировой войны.